# Gubbtjärnen (Lima socken, Dalarna, 676488-135666)
Gubbtjärnen är en sjö i Malung-Sälens kommun i Dalarna och ingår i Dalälvens huvudavrinningsområde. Sjön har en area på 0,0691 kvadratkilometer och ligger 453,2 meter över havet. Vid provfiske har abborre fångats i sjön.

## Delavrinningsområde
Gubbtjärnen ingår i det delavrinningsområde (676554-135521) som SMHI kallar för Ovan Årtvallen. Medelhöjden är 478 meter över havet och ytan är 11,6 kvadratkilometer. Räknas de 8 avrinningsområdena uppströms in blir den ackumulerade arean 123,24 kvadratkilometer. Äran som avvattnar avrinningsområdet har biflödesordning 3, vilket innebär att vattnet flödar genom totalt 3 vattendrag innan det når havet efter 437 kilometer. Avrinningsområdet består mestadels av skog (59 procent) och sankmarker (31 procent). Avrinningsområdet har 0,14 kvadratkilometer vattenytor vilket ger det en sjöprocent på 1,2 procent.